# Antiguo hospital de Almoradí
El antiguo hospital es un edificio histórico situado en la calle España del municipio de Almoradí (Alicante, España). Fue diseñado por el arquitecto Severiano Sánchez Ballesta en 1927 y construido en el año 1929. El edificio, de planta rectangular, consta de dos alturas con grandes ventanales, además de una ermita de estilo neogótico adosada a uno de sus lados. Su uso propiamente como hospital fue limitado, empleándose también como albergue, prisión, escuela y biblioteca. En la actualidad es la sede del Juzgado de Paz, el Registro Civil y espacio cultural polivalente.

## Historia
El edificio fue proyectado en 1927 por el arquitecto Severiano Sánchez Ballesta durante el mandato del alcalde Manuel González Pérez, quien a finales de la década de 1920 ya había estado dotando a la localidad de otras infraestructuras importantes como escuelas (también del mismo arquitecto), matadero y cuartel de la Guardia Civil. El presupuesto quedó estimado en 53.523 pesetas. Los terrenos destinados a la construcción del hospital, situados justo en el límite del casco histórico, fueron donados por Antonio Girona Ortuño, un acaudalado habitante de la localidad y diputado provincial en varias ocasiones. Durante meses se realizaron diferentes actos benéficos -algunos de ellos en el Teatro Cortés- con el fin de sufragar el coste de la construcción.
Inicialmente fue concebido para que su planta superior albergara dos pabellones, con seis habitaciones para hombres y siete para mujeres, y una estancia que incluía un comedor para acoger a cinco religiosas carmelitas, quienes gestionarían el recinto. La planta inferior se ideó con una sala de operaciones, otra sala con capacidad de ocho camas, un pequeño botiquín, un laboratorio y oficinas, además de un patio cuyo pozo servía de lavadero y, apartado del resto de estancias, una sala prevista como pabellón de infecciosos. No obstante, el proyecto fue rechazado hasta en dos ocasiones por la Comisión Provincial de Sanidad al no ajustarse a la normativa vigente, principalmente por la deficiencia de habitaciones por habitante (se proyectaron 13, cuando por población -7.000 habitantes en el momento- correspondían 25), la insuficiencia de espacio por enfermo (de media 32 m2, cuando se estipulaba de 37 a 40 m2), o la presencia de algunas salas con ventilación indirecta. Se decidió entonces cambiar su uso como albergue gestionado por las mismas monjas carmelitas.

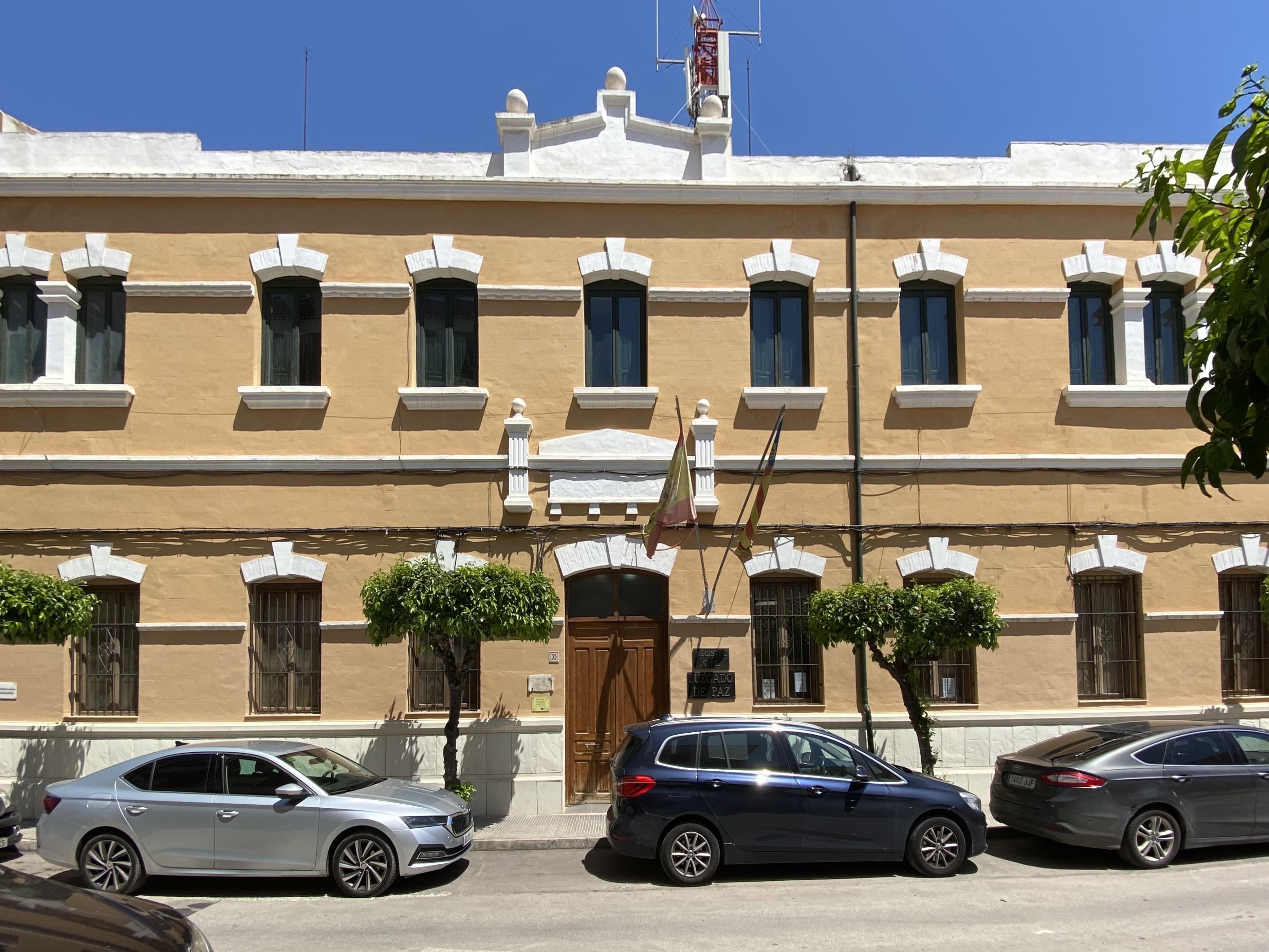
Fachada principal del antiguo hospital

En 1931, apenas dos años después de su construcción e iniciada la Segunda República, se rescindió el contrato con las religiosas que gestionaban el edificio y se empleó la planta inferior como escuelas de titularidad municipal. No obstante, durante los últimos meses de la Guerra Civil, su uso sí fue autorizado para atender heridos a modo de hospital de sangre y se pintó sobre su tejado una cruz roja de grandes dimensiones. Durante la contienda, funcionó también como albergue y refugio y, al finalizar esta, como prisión.
En 1958 se habilitó para acoger la Biblioteca Municipal y Aula de Cultura en su planta baja, hasta que fue trasladada en el año 1984 por falta de espacio. En 1992, regresó al antiguo hospital tras la adecuación de la primera planta, dotándola de más espacio, hasta su traslado en el año 2000 a su emplazamiento definitivo en el Centro Cultural "Luis Martínez Rufete".
En la actualidad, el edificio da cabida al Juzgado de Paz y oficina del Registro Civil, es la sede de la Junta Central Festera de Moros y Cristianos de la localidad, además de un espacio cultural polivalente de titularidad municipal.